# Роль НАТО в боротьбі з тероризмом
Боротьба проти тероризму є одним із пріоритетів НАТО. У новій Стратегічній концепції і декларації Лісабонського саміту чітко визначалося, що тероризм становить реальну і серйозну загрозу безпеці Альянсу та його членів. НАТО продовжуватиме боротися з цим лихом, на індивідуальній основі та колективно, відповідно до міжнародного законодавства і принципів Статуту ООН. Зокрема, Альянс зміцнить свою здатність стримувати, обороняти, запобігати терористичній діяльності і захищати від цієї загрози, у тому числі завдяки сучасним технологіям, розширенню консультацій з партнерами і ширшому обміну інформацією і розвідувальними даними.
Тероризм – це всесвітнє лихо, яке не визнає кордонів, національних чи релігійних відмінностей. Саме тому міжнародне співтовариство повинне розв’язувати це завдання колективно. З моменту нападів 11 вересня 2001 року НАТО бере активну участь у міжнародній боротьбі проти тероризму. У відповідь на ці напади НАТО вперше за свою історію послалася на статтю 5 Вашингтонського договору – пункт, що передбачає колективну оборону Альянсу. Північноатлантична рада (ПАР) – головний політичний керівний орган Альянсу – приймає рішення щодо загальної ролі НАТО у боротьбі проти тероризму. 
Багатоаспектний характер тероризму вимагає від НАТО, для розв'язання цієї проблеми, брати участь у різних ініціативах політичного, оперативного, концептуального, військового, технологічного і наукового характеру. Створення у структурі штаб-квартири НАТО у серпні 2010 року Відділу нових викликів безпеці, відображає намір НАТО невпинно боротися з дедалі зростаючою кількістю нетрадиційних ризиків і загроз, у тому числі тероризмом, у міждисциплінарному наскрізному розрізі.
Альянс виділяє міжнародному співтовариству свої сили і засоби для боротьби з тероризмом. По-перше, НАТО є постійним трансатлантичним консультаційним форумом, здатним перетворювати обговорення на колективні рішення і дії. По-друге, НАТО має у своєму розпорядженні унікальні військові і цивільні сили і засоби, що можуть зробити внесок до боротьби з тероризмом або з наслідками нападу. По-третє, НАТО співпрацює в рамках величезної мережі партнерських відносин з іншими державами й міжнародними організаціями.